# Bohdan
Bohdan (in ucraino Богдан?) è un'azienda ucraina che opera nel settore automobilistico producendo automobili, autobus, filobus e autocarri.
Fondata inizialmente nel 1992 è diventata una corporazione nel 2005. Gli impianti di produzione si trovano a Čerkasy e Luc'k.

## Storia
L'azienda fu fondata nel 1992 all'indomani della caduta dell'Unione Sovietica dall'unione di diverse aziende automobilistiche ex-sovietiche per implementare gli investimenti nel settore. Inizialmente l'azienda distribuiva veicoli di manifattura russa e in seguito coreani per conto di Kia Motors.
Nel 1998 l'azienda acquisì l'impianto di Čerkasy, che era specializzato nelle riparazioni di autobus prodotti da Pavlovo Bus Factory e GAZ. L'anno successivo iniziò la produzione di veicoli e fu firmato un contratto con Hyundai per la distribuzione dei veicoli a livello nazionale.

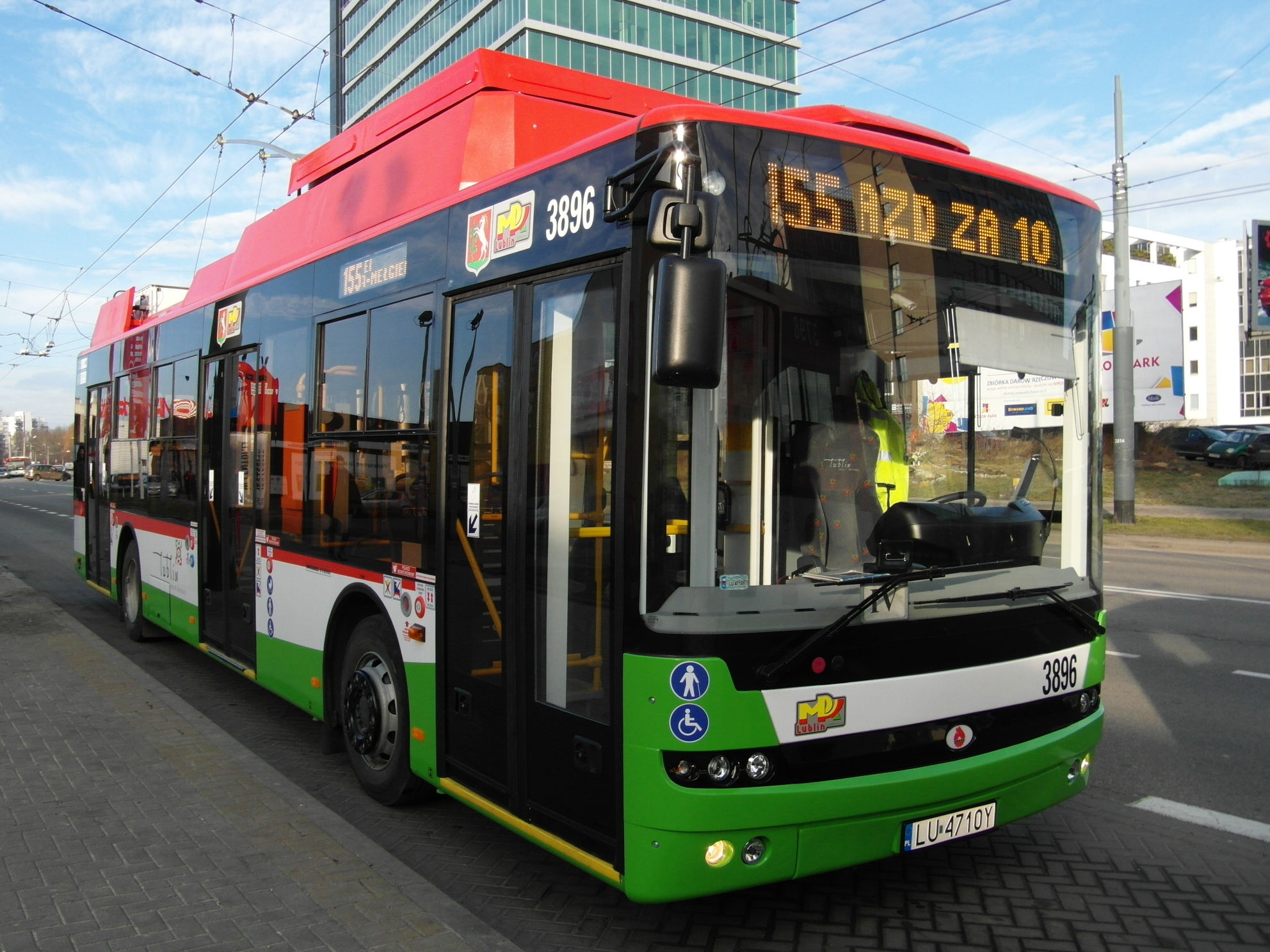
Uno dei filobus costruiti da Bohdan e Ursus a Lublino

In seguito alla bancarotta della LuAZ nel 2000, Bohdan acquisì l'impianto di Luc'k e tre anni dopo iniziò l'esportazione di autobus e automobili.
Nel 2013 l'azienda in una joint venture con la polacca Ursus (che ha fornito gli assi e l'equipaggiamento elettrico) ha prodotto i telai di 38 filobus destinati alla rete filoviaria di Lublino, i Bohdan T701.10, già diffusi in Ucraina.